# Askari (colonie tedesche)

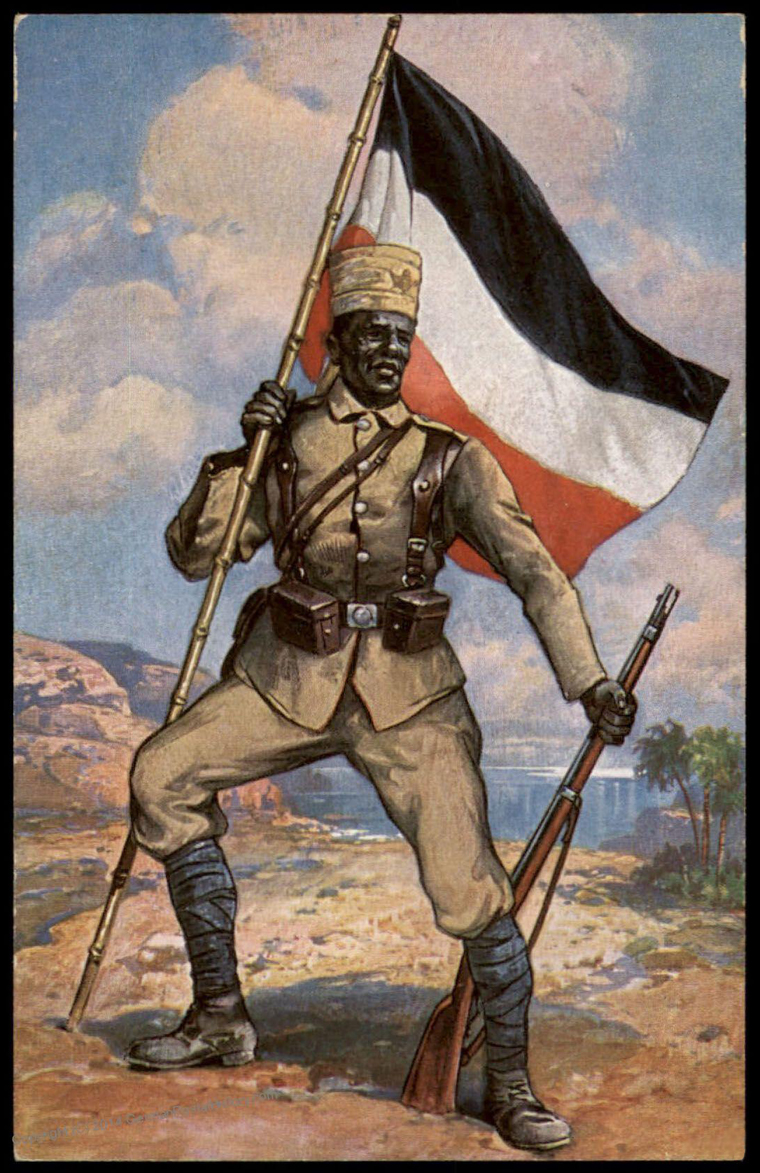
Un askari dell'Africa Orientale Tedesca in una cartolina del 1915

Nel periodo del colonialismo europeo in Africa, gli askari erano i soldati indigeni africani impiegati nelle Schutztruppe, l'esercito coloniale dell'Impero tedesco. Il numero più consistente di askari fu arruolato e addestrato nell'Africa Orientale Tedesca (oggi Tanzania) fra la fine del XIX secolo e la prima guerra mondiale. Gli askari furono dapprima sotto l'autorità della Compagnia dell'Africa Orientale Tedesca (Deutsche Ost-Afrika Gesellschaft), che attingeva soprattutto dagli eserciti mercenari sudanesi; in seguito l'arruolamento fu preso in carico direttamente dalle autorità imperiali, e fu esteso a diverse tribù dell'Africa orientale, inclusi i Wahehe e gli Ngoni.
Gli askari tedeschi erano soggetti a una disciplina ferrea (come tutti i militari tedeschi dell'epoca), ma erano ben pagati (approssimativamente il doppio dei soldati indigeni arruolati dagli inglesi nei King's African Rifles). I contingenti di askari venivano spesso affiancati in battaglia da altri soldati indigeni irregolari detti rugaruga.
Durante la prima guerra mondiale, i circa 11.000 askari al comando del generale Paul Emil von Lettow-Vorbeck furono essenziali nell'impedire la conquista dell'Africa Orientale Tedesca da parte degli alleati inglesi, portoghesi e belgi. Pur essendo stati isolati dalla madrepatria dal predominio navale britannico sulla costa, i tedeschi riuscirono a mettere in atto una strategia di guerriglia che tenne in scacco gli avversari (numericamente superiori) fino a dopo la fine del conflitto.
Nel 1952, il governo tedesco ha stabilito di riconoscere la pensione dovuta ai veterani della prima guerra mondiale ai tanzaniani che avevano prestato servizio come askari nel conflitto.